# Харагуті Генкі
Генкі Харагуті (яп. 原口 元気, нар. 9 травня 1991, Сайтама) — японський футболіст, нападник німецького клубу «Штутгарт».
Виступав, зокрема, за клуби «Урава Ред Даймондс», «Герту», «Ганновер 96» та «Уніон» (Берлін), а також за національну збірну Японії.

## Клубна кар'єра
У дорослому футболі дебютував 2009 року виступами за команду клубу «Урава Ред Даймондс», в якій провів п'ять сезонів, взявши участь у 167 матчах чемпіонату. Більшість часу, проведеного у складі «Урава Ред Даймондс», був основним гравцем атакувальної ланки команди.
До складу клубу «Герта» приєднався 25 травня 2014 року. Свій перший гол за «Герту» Харагуті забив 16 серпня 2014 року в першому раунді Кубка Німеччини проти «Вікторії» з Кельна. Свій перший гол у Бундеслізі Харагуті забив 14 березня 2015 року в матчі проти «Шальке 04», який завершився з рахунком 2:2. Загалом відіграв за берлінський клуб 63 матчі в національному чемпіонаті.
У січні 2018 року на правах оренди перейшов у «Фортуну» (Дюссельдорф), якій допоміг зайняти 1 місце у Другій Бундеслізі та вийти у елітний німецький дивізіон.

## Виступи за збірні
У складі юнацької збірної Японії до 19 років Харагуті брав участь в юнацькому Кубку Азії 2008 року до 19 років.
7 жовтня 2011 року дебютував в офіційних іграх у складі національної збірної Японії у товариському матчі проти збірної В'єтнаму. Після цього тривалий час за збірну не грав, поки 2013 року не провів два матчі зі збірною на Кубку Східної Азії, допомігши Японії вперше в історії виграти цей турнір.
З 2015 року став стабільним гравцем збірної Японії, у складі якої був учасником чемпіонату світу 2018 року у Росії.
Наразі провів у формі головної команди країни 73 матчі, забивши 11 голів.
| Дата       | Місто          | Господарі         | Результат | Гості             | Турнір               | Голи | Примітки |
| ---------- | -------------- | ----------------- | --------- | ----------------- | -------------------- | ---- | -------- |
| 7-10-2011  | Кобе           | Японія            | 1 – 0     | В'єтнам           | товариський матч     | -    | 46'      |
| 21-7-2013  | Сеул           | Японія            | 3 – 3     | КНР               | Кубок Східної Азії   | -    | 71'      |
| 28-7-2013  | Сеул           | Південна Корея    | 1 – 2     | Японія            | Кубок Східної Азії   | -    | 23'      |
| 11-6-2015  | Йокогама       | Японія            | 4 – 0     | Ірак              | товариський матч     | 1    | 67'      |
| 16-6-2015  | Сайтама        | Японія            | 0 – 0     | Сінгапур          | Відбір до ЧС 2018    | -    | 71'      |
| 3-9-2015   | Сайтама        | Японія            | 3 – 0     | Камбоджа          | Відбір до ЧС 2018    | -    | 84'      |
| 8-9-2015   | Тегеран        | Афганістан        | 0 – 6     | Японія            | Відбір до ЧС 2018    | -    |          |
| 8-10-2015  | Ес-Сіб         | Сирія             | 0 – 3     | Японія            | Відбір до ЧС 2018    | -    | 65'      |
| 13-10-2015 | Тегеран        | Іран              | 1 – 1     | Японія            | товариський матч     | -    | 59'      |
| 12-11-2015 | Сінгапур       | Сінгапур          | 0 – 3     | Японія            | Відбір до ЧС 2018    | -    | 82'      |
| 17-11-2015 | Пномпень       | Камбоджа          | 0 – 2     | Японія            | Відбір до ЧС 2018    | -    |          |
| 24-3-2016  | Сайтама        | Японія            | 5 – 0     | Афганістан        | Відбір до ЧС 2018    | -    |          |
| 29-3-2016  | Сайтама        | Японія            | 5 – 0     | Сирія             | Відбір до ЧС 2018    | 1    | 58'      |
| 3-6-2016   | Toyota         | Японія            | 7 – 2     | Болгарія          | Kirin Cup            | -    | 70'      |
| 1-9-2016   | Сайтама        | Японія            | 1 – 2     | ОАЕ               | Відбір до ЧС 2018    | -    | 75'      |
| 6-9-2016   | Бангкок        | Таїланд           | 0 – 2     | Японія            | Відбір до ЧС 2018    | 1    | 90+1'    |
| 6-10-2016  | Сайтама        | Японія            | 2 – 1     | Ірак              | Відбір до ЧС 2018    | 1    |          |
| 11-10-2016 | Мельбурн       | Австралія         | 1 – 1     | Японія            | Відбір до ЧС 2018    | 1    | 90+2'    |
| 11-11-2016 | Касіма         | Японія            | 4 – 0     | Оман              | товариський матч     | -    | 74'      |
| 15-11-2016 | Токіо          | Японія            | 2 – 1     | Саудівська Аравія | Відбір до ЧС 2018    | 1    |          |
| 23-3-2017  | Ель-Айн        | ОАЕ               | 0 – 2     | Японія            | Відбір до ЧС 2018    | -    |          |
| 28-3-2017  | Сайтама        | Японія            | 4 – 0     | Таїланд           | Відбір до ЧС 2018    | -    | 66'      |
| 7-6-2017   | Тьофу          | Японія            | 1 – 1     | Сирія             | товариський матч     | -    | 59'      |
| 13-6-2017  | Тегеран        | Ірак              | 1 – 1     | Японія            | Відбір до ЧС 2018    | -    | 70'      |
| 31-8-2017  | Сайтама        | Японія            | 2 – 0     | Австралія         | Відбір до ЧС 2018    | -    | 75'      |
| 5-9-2017   | Джидда         | Саудівська Аравія | 1 – 0     | Японія            | Відбір до ЧС 2018    | -    |          |
| 10-10-2017 | Йокогама       | Японія            | 3 – 3     | Гаїті             | товариський матч     | -    | 46'      |
| 10-11-2017 | Вільнев-д'Аск  | Японія            | 1 – 3     | Бразилія          | товариський матч     | -    | 54' 71'  |
| 14-11-2017 | Брюгге         | Бельгія           | 1 – 0     | Японія            | товариський матч     | -    | 78'      |
| 27-3-2018  | Льєж           | Японія            | 1 – 2     | Україна           | товариський матч     | -    | 58' 88'  |
| 30-5-2018  | Йокогама       | Японія            | 0 – 2     | Гана              | товариський матч     | -    | 46'      |
| 8-6-2018   | Лугано         | Швейцарія         | 2 – 0     | Японія            | товариський матч     | -    |          |
| 12-6-2018  | Інсбрук        | Японія            | 4 – 2     | Парагвай          | товариський матч     | -    | 74'      |
| 19-6-2018  | Саранськ       | Колумбія          | 1 – 2     | Японія            | ЧС 2018 - 1-й етап   | -    |          |
| 24-6-2018  | Єкатеринбург   | Японія            | 2 – 2     | Сенегал           | ЧС 2018 - 1-й етап   | -    | 75'      |
| 2-7-2018   | Ростов-на-Дону | Бельгія           | 3 – 2     | Японія            | ЧС 2018 - 1/8 фіналу | 1    | 81'      |
| 12-10-2018 | Ніїгата        | Японія            | 3 – 0     | Панама            | товариський матч     | -    |          |
| 16-10-2018 | Сайтама        | Японія            | 4 – 3     | Уругвай           | товариський матч     | -    | 87'      |
| 16-11-2018 | Оїта           | Японія            | 1 – 1     | Венесуела         | товариський матч     | -    | 68'      |
| 20-11-2018 | Тойота         | Японія            | 4 – 0     | Киргизстан        | товариський матч     | 1    | 73'      |
| Усього     |                | Матчів            | 40        |                   | Голів                | 8    |          |

## Титули і досягнення
- Переможець Кубка Східної Азії: 2013
- Срібний призер Кубка Азії: 2019